# 保罗·高特列本·尼普科夫
保罗·高特列本·尼普科夫（Paul Julius Gottlieb Nipkow，1860年8月22日—1940年8月21日）是一位德籍波蘭裔物理學家、发明家及電子工程师。

## 早年
尼普可夫出生于波美拉尼亚的倫堡，為普魯士治下原波蘭地區的波蘭人。在西普鲁士的诺伊施塔特上学时，便在做与电话和传送图片有关的实验。毕业之后，他便搬到柏林以便与阿道夫·史莱比一起学习物理学。

## 尼普科夫盘
当尼普可夫还是个学生时便已经开始相关的研究，在1883年的新年夜，他构想出，当圆盘转动时，其中各小孔依次截取图片各点的光信号，然后由光感器记录并传输，可以在接受的电子管上便可复制出一幅黑白图象。
值得一提的是，Alexander Bain在1840年代便通过电报传送了图像，但是尼普可夫改善了编码过程。

## 最早的电视系统
第一个电视系统使用机械图片扫描方式，尼普科夫盘对这种方式的实现做出了重大的贡献。